# Guliston
Guliston is een stad in Oezbekistan en is de hoofdplaats van de viloyat Sirdaryo.
Guliston telt naar schatting 67.800 inwoners.